# メンケペルラー
メンケペルラー(Menkheperre　在職:紀元前1045〜992年)は、古代エジプト第21王朝時代のアメンの大司祭。

## 概要
大司祭パネジェム1世とその妻ドゥアトハトホル＝ヘヌトタウイの息子。異母兄に第21王朝の王プスセンネス1世、同母兄に前任の大司祭マサハルタとジェドコンスエフアンクフがいる。
スメンデス1世の治世25年目に大司祭に就任し、プスセンネス1世の治世とほぼ同じ年数在職した。神官勢力の絶頂期にあたるこの時代、その長である大司祭は王に等しい世俗の権力を得ており、メンケペルラーもエジプト南部の事実上の支配者として、自身の名を文書に記す際はカルトゥーシュを用いた。
しかし、父パネジェム1世がカーケペルラー・セテプエンラー(『ラーの魂の出現、アメンに選ばれし者』の意味)という明確な現人神としての称号を用いたのに対し、メンケペルラーは曾祖父ヘリホルと同じヘムネチェルテピアメン(『アメンの第一の預言者』の意味)の称号を用いた。これはメンケペルラーが自らファラオのような神性を帯びることはなく、あくまでも神の意志の代行者としての立場に留まっていた事を示す。
そのため、メンケペルラーの大司祭としての権力は、父の代と比較して幾分か縮小されていたと考えられ、プスセンネス1世の娘イセトエムケブCを妻に迎えている事もその証左と見ることができる。王弟である司祭がタニス王家に臣従する姿勢を見せた結果、第20王朝末期から続いた権力の二重構造はある程度解消されたらしく、後継者であるスメンデス2世以降の司祭たちが王号やカルトゥーシュを用いる事は無くなった。

### 家族
- 妻
  - イセトエムケブC - プスセンネス1世とその妻ウイアイの娘。メンケペルラーとは姪の関係にあたる。
- 息子
  - ネスバネブジェド2世(スメンデス2世) - 後継者
  - パネジェム2世 - ネスバネブジェドの弟。兄の死後に司祭の座を引き継ぐ。姉のイセトエムケブDと結婚し、プスセンネス2世の父となる。
  - ホリ - アメンとセトの司祭
  - プスセンネス - コプトスのミン、ホルス、イシスの司祭。
- 娘
  - ヘメンタウイ - 義娘。スメンデス2世の妻
  - イセトエムケブD - 弟パネジェム2世の妻でプスセンネス2世の母。
  - メリトアメン - アメンの巫女。
  - ガウトセシェン　メンチュ神の巫女。アメンの第三預言者ジェネフェルの妻。同じく第三者預言者のパネジェムとメンケペルラーの母。[4]